# 조중혁
조중혁(1996년 10월 27일 ~ )은 대한민국의 스타크래프트 II 프로게이머이다. 종족은 테란이며, 아이디는 Dream이다.
MVP에 입단하여 프로게이머 활동을 시작했다.
2014년 7월 31일 MVP와의 결별을 공식 발표했다.
2014년 9월 25일 SK텔레콤 T1 입단을 공식 발표했다.
2016년 10월 SK텔레콤 T1의 스타크래프트 II 종목 팀 해체로 무소속 신분이 되었다.

## 주요 기록
스타크래프트 II : 프리미어 개인리그 준우승 3회
- 2011년 PEPSI 글로벌 스타크래프트 II 리그 July Code A 8강
- 2011년 PEPSI 글로벌 스타크래프트 II 리그 Aug. Code A 32강
- 2011년 소니 에릭슨 글로벌 스타크래프트 II 리그 Oct. Code A 16강
- 2011년 소니 에릭슨 글로벌 스타크래프트 II 리그 Nov. Code A 48강
- 2012년 핫식스 2012 글로벌 스타크래프트 II 리그 시즌 4 Code A 48강
- 2012년 핫식스 2012 글로벌 스타크래프트 II 리그 시즌 5 Code A 32강
- 2013년 IEM Season VII - Katowice 준우승
- 2013년 핫식스 2013 글로벌 스타크래프트 II 리그 시즌 1 Code A 48강
- 2013년 2013 WCS Korea Season 1 챌린저리그 48강
- 2013년 2013 WCS 코리아 시즌 2 챌린저리그 12강
- 2013년 2013 WCS 코리아 시즌 3 조군샵 글로벌 스타크래프트 II 리그 32강
- 2013년 2013 WCS 코리아 시즌 3 챌린저리그 24강
- 2014년 2014 WCS 코리아 시즌 1 핫식스 글로벌 스타크래프트 II 리그 코드 A 48강
- 2015년 2015 글로벌 스타크래프트 II 리그 시즌 1 코드 S 16강
- 2015년 네이버 스타크래프트 II 스타리그 2015 시즌 1 준우승 (조성주 1:4)
- 2015년 GiGA 인터넷 2015 KeSPA컵 시즌1 8강
- 2015년 2015 스베누 글로벌 스타크래프트 II 리그 시즌 2 코드 S 16강
- 2015년 스베누 스타크래프트 II 스타리그 2015 시즌 2 준우승 (김도우 1:4)
- 2015년 SK텔레콤 스타크래프트 II 프로리그 2015 3라운드 결승전 MVP
- 2015년 롯데 홈쇼핑 2015 KeSPA컵 시즌2 4강
- 2015년 SK텔레콤 스타크래프트 II 프로리그 2015 3라운드 MVP
- 2015년 2015 핫식스 글로벌 스타크래프트 II 리그 시즌 3 코드 A 48강
- 2015년 스베누 스타크래프트 II 스타리그 2015 시즌 3 16강
- 2015년 2015 WCS 글로벌 파이널 16강
- 2016년 2016 핫식스 글로벌 스타크래프트 II 리그 시즌 1 코드 S 8강
- 2016년 2016 핫식스 글로벌 스타크래프트 II 리그 시즌 2 코드 S 32강
- 2019년 2019 마운틴듀 글로벌 스타크래프트 II 리그 시즌 3 코드 S 32강
- 2019년 2019 GSL Super Tournament 시즌2 16강